# Hylomys peguensis
Hylomys peguensis és una espècie de mamífer eulipotifle de la família dels erinacèids. És endèmic d'Indoxina (Cambodja, Laos, Malàisia, Myanmar, Tailàndia i el Vietnam), on viu a altituds d'entre 400 i 1.000 msnm. És un representant de mida mitjana del gènere Hylomys, amb una llargada de cap a gropa de 129 mm i un pes de 54,2 g (valors mitjans). Considerat durant molt de temps una subespècie del gimnur petit (H. suillus), el 2023 fou elevat a la categoria d'espècie.